# Iosif Shklovsky
Iosif Samuilovich Shklovsky (em russo:  Ио́сиф Самуи́лович Шкло́вский; 1 de julho de 1916 — 3 de março de 1985) foi um astrônomo e astrofísico russo. Seu último nome às vezes é escrito como Shklovskii ou Shklovskij, e seu primeiro nome como Josif ou Josef.
Shklovsky nasceu em Glukhov, uma cidade na parte ucraniana do Império Russo. Depois de se formar na escola secundária de sete anos, ele trabalhou como mestre-de-obras na construção da Ferrovia Baikal-Amur. Em 1933, Shklovsky entrou na Faculdade Físico-Matemática da Universidade de Moscou. Lá ele estudou até 1938, quando entrou para o Curso de Pós-Graduação no Departamento de Astrofísica do Instituto Astronômico Sternberg e permaneceu trabalhando nele até o fim de sua vida.
Especialista em astrofísica teórica e radioastronomia, assim como na coroa solar, supernovae e raios cósmicos e suas origens. Ele mostrou, em 1946, que a radiação em ondas de rádio do Sol emana de camadas ionizadas de sua coroa e desenvolveu um método matemático para diferenciar entre ondas de rádio térmicas e não-térmicas na Via Láctea. Shklovsky é conhecido especialmente por sua sugestão de que a radiação da Nebulosa do Caranguejo fosse devida a radiação síncrotron, na qual elétrons incomumente energéticos giram por campos magnéticos em velocidades próximas à da luz. Shklovsky propôs que raios cósmicos de explosões de supernova no raio de até 300 anos-luz do Sol poderiam ter sido responsáveis por algumas das extinções em massa da vida na Terra.
Em 1959, Shklovsky examinou o movimento orbital de Fobos, o satélite interno de Marte. Ele conclui que sua decaimento orbital e notou que, se isso fosse atribuído à fricção com a atmosfera marciana, então o satélite deveria ter uma densidade excepcionalmente baixa. Neste contexto, ele expressou uma sugestão de que ele poderia ser oco e possivelmente de origem artificial. Mais tarde, esta interpretação foi refutada por estudos mais detalhas, mas a sugestão aparente de envolvimento extraterrestre entrou para o imaginário popular, embora haja discussões de quão seriamente Shklovsky queria que a ideia fosse levada.
Recebeu o Prêmio Lenin em 1960 e a Medalha Bruce em 1972. O asteróide 2849 Shklovskij foi nomeado em sua homenagem.
Foi um Membro Correspondente da Academia Soviética de Ciências a partir de 1966.
Sua autobiografia, Five Billion Vodka Bottles to the Moon: Tales of a Soviet Scientist (Português: Cinco Bilhões de Garrafas de Vodka até a Lua: Histórias de um Cientista Soviético), foi publicada postumamente em 1991 por W.W. Norton & Co.